# نورت لایت پلنت (نیومکزیکو)
نورت لایت پلنت (به انگلیسی: North Light Plant) یک منطقهٔ مسکونی در ایالات متحده آمریکا است که در نیومکزیکو واقع شده‌است. نورت لایت پلنت ۴۱۴ نفر جمعیت دارد و ۱٬۸۱۶٫۹۳ متر بالاتر از سطح دریا واقع شده‌است.